# Berneck (Szwajcaria)
Berneck – miejscowość i gmina we wschodniej Szwajcarii, w kantonie St. Gallen, w okręgu Rheintal.

## Demografia
W Berneck mieszka 3 971 osób. W 2021 roku 19,8% populacji gminy stanowiły osoby urodzone poza Szwajcarią. 

## Transport
Przez teren gminy przebiegają drogi główne nr 435 i nr 445. 
W latach 1875–1973 w Berneck jeździły tramwaje.